# Aristide Gentiloni Silverj
Aristide Gentiloni Silverj, nato Aristide Gentiloni (Arsoli, 1844 – Tolentino, 1936), è stato un nobile e archeologo italiano.

## Biografia
Aristide Gentiloni nacque ad Arsoli nel 1844 dalla famiglia nobile Gentiloni, originaria di Filottrano. Dopo essersi sposato il 22 ottobre 1873 con Adele Silverj, figlia del musicista Domenco Silverj, ed essersi trasferito a Tolentino, su proposta di Domenico aggiunse al suo cognome quello della famiglia Silverj, visto che il musicista ebbe unicamente figlie donne, dando così vita al ramo Gentiloni-Silverj.
Archeologo autodidatta, dal 1879 si occupò di effettuare numerosi scavi in varie necropoli, tra cui quella di Bura, alternando il suo lavoro con alcuni studi di tombe locali. Nel 1880 divenne socio dell'Istituto archeologico germanico e Regio Ispettore degli scavi e monumenti nella zona del maceratese, nel 1906 membro della Società Numismatica Italiana e, dal 1887 fino alla morte, presidente della Commissione Conservatrice dei Monumenti per la Provincia di Macerata. Nel 1882 divenne direttore del Museo Civico Archeologico di Tolentino,.
Nel 1883 si occupò, su richiesta del sindaco Aristide Morichelli d'Altemps, di effettuare alcuni scavi a San Ginesio, scavi che portarono al ritrovamento di una tomba di un guerriero celtico senone o piceno e numerosi altri reperti archeologici, conservati in parte a Karlsruhe, in Ancona e a San Ginesio.
Nel 1884 ritrovò alcuni reperti risalenti al Paleolitico superiore nei pressi della cava di argilla di Tolentino, di proprietà della sua famiglia. 
Morì nel 1936.

## Ritrovamento del ciottolo figurato paleolitico

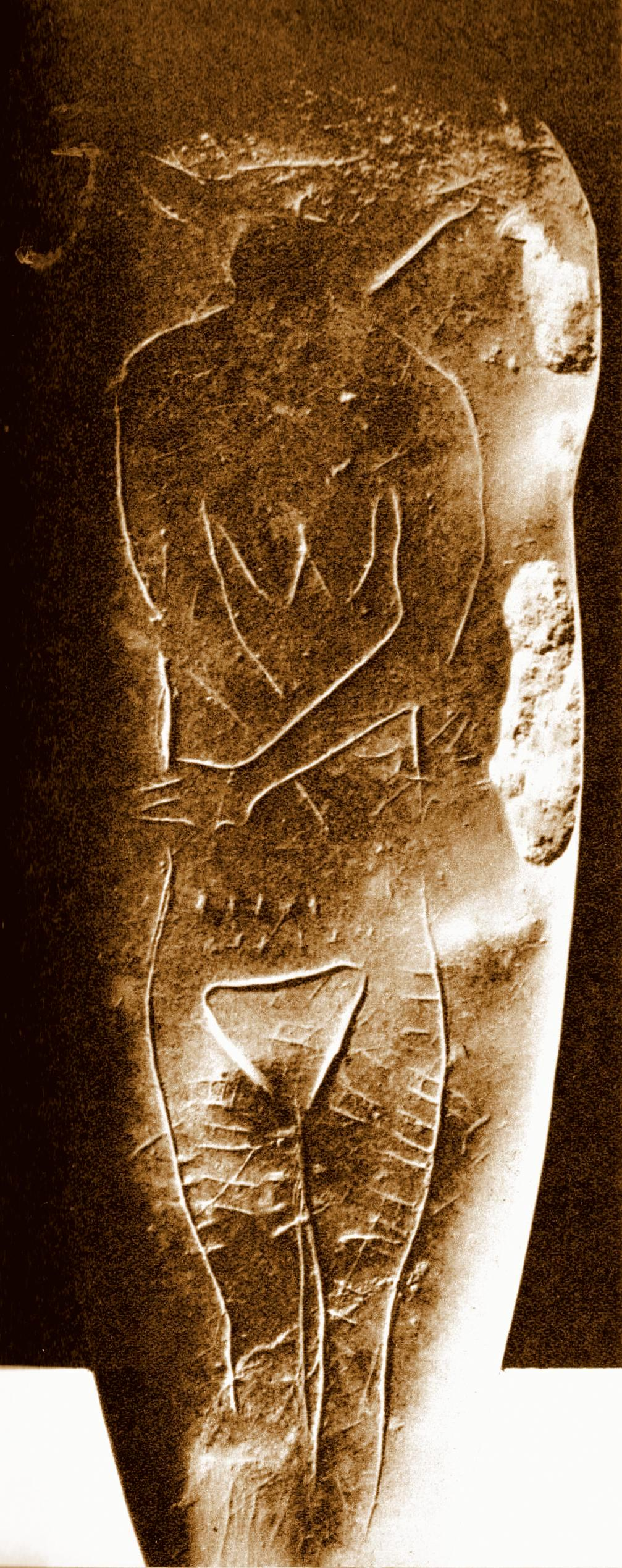
Ciottolo con incisione paleolitica: la donna-lupo

Tra i reperti trovati nella cava, c'era un ciottolo graffito con una figura femminile avente testa di lupo (foto 5), datata in un arco cronologico tra il 10.000 e l’8.000 a.C. (Paleolitico superiore). Fu rinvenuto nel 1884 in una cava di argilla situata nelle vicinanze di Tolentino dal conte Aristide Gentiloni Silverj, che lo inviò ad un archeologo di spicco dell'epoca Luigi Pigorini. Il Pigorini nutriva forti dubbi sull'autenticità del reperto, per le sue caratteristiche artistiche ritenute incompatibili con le idee che si avevano sull’uomo del Paleolitico e perché riteneva impossibile in Italia trovare reperti paleolitici.
Ne seguì una lunga diatriba tra il ritrovatore, che chiese indietro il ciottolo, e l'archeologo. Il reperto ebbe dunque la stessa sorte dei coevi ritrovamenti di arte paleolitica (come l’arte rupestre), non accettati dagli studiosi dell'epoca, che ritenevano impossibile l'attività artistica per gli uomini di quell'epoca. Il Gentiloni si vide rifiutata la pubblicazione del resoconto della sua scoperta e solo nel 1910, si interessò al reperto Innocenzo Dall'Osso, direttore di quello che oggi è il Museo nazionale delle Marche, sfidando l'autorità del Pigorini, che boicottava chi sosteneva che in Italia ci fosse stata un'età paleolitica; il Gentiloni inviò quindi al museo il ciottolo.
Il reperto è stato quindi ignorato per quasi un secolo, fino a che, nel 1997, è stato finalmente oggetto di uno studio accurato che ne ha affermato l'assoluta autenticità; da quel momento gli studi sul reperto si sono susseguiti. Si ritiene che questo reperto fosse legato ad una forma di sciamanesimo, per la fusione di caratteristiche umane e animali, o comunque ad un significato rituale-religioso.